# Kashiwa Reysol 2012
Questa voce raccoglie le informazioni riguardanti il Kashiwa Reysol nelle competizioni ufficiali della stagione 2012.

## Maglie e sponsor
Vengono confermate le maglie prodotte dalla Yonex e con lo sponsor ufficiale Hitachi.
| Manica sinistra · Maglietta · Maglietta · Manica destra · Pantaloncini · Calzettoni | Manica sinistra · Maglietta · Maglietta · Manica destra · Pantaloncini · Calzettoni |  |

## Rosa
| N. |                           | Ruolo | Calciatore         |
| -- | ------------------------- | ----- | ------------------ |
| 1  | Giappone (bandiera)       | P     | Kazushige Kirihata |
| 2  | Giappone (bandiera)       | D     | Takanori Nakajima  |
| 3  | Giappone (bandiera)       | D     | Naoya Kondō        |
| 4  | Giappone (bandiera)       | D     | Hiroki Sakai       |
| 5  | Giappone (bandiera)       | D     | Tatsuya Masushima  |
| 6  | Giappone (bandiera)       | C     | Daisuke Nasu       |
| 7  | Giappone (bandiera)       | C     | Hidekazu Ōtani     |
| 8  | Giappone (bandiera)       | C     | Masakatsu Sawa     |
| 9  | Giappone (bandiera)       | A     | Hideaki Kitajima   |
| 10 | Brasile (bandiera)        | C     | Leandro Domingues  |
| 11 | Giappone (bandiera)       | A     | Ryōhei Hayashi     |
| 14 | Corea del Sud (bandiera)  | D     | Kweon Han-Jin      |
| 15 | Brasile (bandiera)        | C     | Jorge Wagner       |
| 16 | Giappone (bandiera)       | P     | Koji Inada         |
| 17 | Corea del Nord (bandiera) | C     | An Yong-hak        |

| N. |                     | Ruolo | Calciatore        |
| -- | ------------------- | ----- | ----------------- |
| 18 | Giappone (bandiera) | C     | Junya Tanaka      |
| 19 | Giappone (bandiera) | A     | Masato Kudō       |
| 20 | Giappone (bandiera) | C     | Akimi Barada      |
| 22 | Giappone (bandiera) | D     | Wataru Hashimoto  |
| 21 | Giappone (bandiera) | P     | Takanori Sugeno   |
| 22 | Giappone (bandiera) | D     | Wataru Hashimoto  |
| 23 | Giappone (bandiera) | D     | Hirofumi Watanabe |
| 25 | Brasile (bandiera)  | A     | Ricardo Lobo      |
| 26 | Giappone (bandiera) | D     | Ryoji Fukui       |
| 27 | Giappone (bandiera) | D     | Masato Fujita     |
| 28 | Giappone (bandiera) | C     | Ryōichi Kurisawa  |
| 29 | Giappone (bandiera) | C     | Kōki Mizuno       |
| 30 | Giappone (bandiera) | D     | Ryosuke Yamanaka  |
| 31 | Giappone (bandiera) | P     | Goro Kawanami     |

## Statistiche

### Statistiche di squadra
| Competizione            | Punti | Totale | Totale | Totale | Totale | Totale | Totale | DR  |
| Competizione            | Punti | G      | V      | N      | P      | Gf     | Gs     | DR  |
| ----------------------- | ----- | ------ | ------ | ------ | ------ | ------ | ------ | --- |
| J. League Division 1    | 52    | 34     | 15     | 7      | 12     | 57     | 52     | +5  |
| Coppa Yamazaki Nabisco  | -     | 4      | 2      | 1      | 1      | 9      | 7      | +2  |
| AFC Champions League    | -     | 7      | 3      | 1      | 3      | 13     | 10     | +3  |
| Coppa dell'Imperatore   | -     | 7      | 7      | 0      | 0      | 14     | 4      | +10 |
| Supercoppa del Giappone | -     | 1      | 1      | 0      | 0      | 2      | 1      | +1  |
| Totale                  | -     | 55     | 28     | 9      | 16     | 95     | 74     | +21 |